# Championnats ibéro-américains d'athlétisme
Les Championnats ibéro-américains d'athlétisme (en espagnol : Campeonato Iberoamericano de Atletismo) sont une compétition d'athlétisme en plein air rassemblant les meilleurs athlètes des pays de la zone Ibéro-Amérique, ainsi que l'Espagne, le Portugal et les nations hispanophones et lusophones d'Afrique. Les premiers championnats ont eu lieu en 1983 à Barcelone. La compétition est organisée tous les deux ans par l'Association ibéro-américaine d'athlétisme (AIA).

## Éditions
| Édition | Année | Ville                  | Pays       | Date                                         | Stade                                   | Nations | Athlètes | Épreuves |
| ------- | ----- | ---------------------- | ---------- | -------------------------------------------- | --------------------------------------- | ------- | -------- | -------- |
| I       | 1983  | Barcelone              | Espagne    | 23-25 septembre                              | Pista de Serrahima                      | 18      | 143      | 37       |
| II      | 1986  | La Havane              | Cuba       | 27-28 septembre                              | Stade Pedro-Marrero                     | 19      | 220      | 36       |
| III     | 1988  | Mexico                 | Mexique    | 22-24 juillet                                | Stade olympique universitaire           | 19      | 371      | 40       |
| IV      | 1990  | Manaus                 | Brésil     | 14-16 septembre                              | Vila Olímpica                           | 14      | 205      | 40       |
| V       | 1992  | Séville                | Espagne    | 17-19 juillet                                | Stade olympique de Séville              | 22      | 462      | 43       |
| VI      | 1994  | Mar del Plata          | Argentine  | 27-30 octobre                                | Stade José Maria Minella                | 20      | 346      | 42       |
| VII     | 1996  | Medellín               | Colombie   | 9-12 mai                                     | Estadio Alfonso Galvis Duque            | 19      | 352      | 42       |
| VIII    | 1998  | Lisbonne               | Portugal   | 17-19 juillet                                | Estádio Universitário de Lisboa         | 22      | 337      | 43       |
| IX      | 2000  | Rio de Janeiro         | Brésil     | 20-21 mai                                    | Stade Célio de Barros                   | 20      | 308      | 44       |
| X       | 2002  | Guatemala              | Guatemala  | 11-12 mai                                    | Estadio Cementos Progreso               | 21      | 328      | 44       |
| XI      | 2004  | Huelva                 | Espagne    | 6–8 août                                     | Estadio Iberoamericano                  | 27      | 430      | 44       |
| XII     | 2006  | Ponce                  | Porto Rico | 26–28 mai                                    | Francisco Montaner Stadium              | 21      | 338      | 44       |
| XIII    | 2008  | Iquique                | Chili      | 13–15 juin                                   | Estadio Tierra de Campeones             | 19      | 322      | 44       |
| XIV     | 2010  | San Fernando           | Espagne    | 4–6 juin                                     | Estadio Municipal Bahía Sur             | 29      | 459      | 44       |
| XV      | 2012  | Barquisimeto           | Venezuela  | 8-10 juin                                    | Polideportivo Máximo Viloria            | 24      | 362      | 44       |
| XVI     | 2014  | São Paulo              | Brésil     | 1-3 août                                     | Stade Ícaro-de-Castro-Melo              | 22      | 294      | 44       |
| XVII    | 2016  | Rio de Janeiro         | Brésil     | 14-16 mai                                    | Stade Nilton-Santos                     | 28      | 355      | 44       |
| XVIII   | 2018  | Trujillo               | Pérou      | 24-26 août                                   | Complejo Deportivo Chan-Chan            | 18      | 354      | 44       |
|         | 2020  | Santa Cruz de Tenerife | Espagne    | Annulés en raison de la pandémie de Covid-19 | Centro Insular de Atletismo de Tenerife |         |          |          |
| XIX     | 2022  | La Nucia               | Espagne    | 20-22 mai                                    | Stade olympique Camilo Cano             | 23      | 395      | 44       |
| XX      | 2024  | Cuiabá                 | Brésil     | 10-12 mai                                    | Centro de Entrenamiento Olímpico        |         |          |          |

## Tableau des médailles (2014 inclus)[1]
| Rang  | Nation                 | Or  | Argent | Bronze | Total |
| ----- | ---------------------- | --- | ------ | ------ | ----- |
| 1     | Brésil                 | 169 | 170    | 153    | 492   |
| 2     | Cuba                   | 161 | 90     | 49     | 300   |
| 3     | Espagne                | 110 | 122    | 116    | 348   |
| 4     | Colombie               | 51  | 48     | 57     | 156   |
| 5     | Mexique                | 47  | 41     | 53     | 141   |
| 6     | Argentine              | 35  | 37     | 55     | 127   |
| 7     | Portugal               | 28  | 48     | 50     | 126   |
| 8     | Chili                  | 21  | 25     | 30     | 76    |
| 9     | Porto Rico             | 10  | 21     | 26     | 57    |
| 10    | Venezuela              | 10  | 20     | 23     | 53    |
| 11    | Équateur               | 10  | 10     | 17     | 37    |
| 12    | République dominicaine | 9   | 7      | 16     | 32    |
| 13    | Pérou                  | 5   | 2      | 8      | 15    |
| 14    | Uruguay                | 3   | 5      | 9      | 17    |
| 15    | Panama                 | 2   | 2      | 0      | 4     |
| 16    | Paraguay               | 1   | 4      | 5      | 10    |
| 17    | Costa Rica             | 1   | 1      | 2      | 4     |
| 18    | Bolivie                | 0   | 5      | 3      | 8     |
| 19    | Guatemala              | 0   | 3      | 3      | 6     |
| 20    | Honduras               | 0   | 1      | 2      | 3     |
| 21    | Sao Tomé-et-Principe   | 0   | 1      | 0      | 1     |
| =22   | Mozambique             | 0   | 0      | 1      | 1     |
| =22   | Nicaragua              | 0   | 0      | 1      | 1     |
| =22   | Angola                 | 0   | 0      | 1      | 1     |
| Total | Total                  | 673 | 663    | 680    | 2 016 |

## Records

### Records des championnats

#### Hommes
| Discipline        | Athlète(s)                                                                                               | Performance       | Date | Lieu           | Réf. |
| ----------------- | --- | ----------------- | ---- | -------------- | ---- |
| 100 m             | Robson Caetano da Silva                                                                                  | 10 s 00 A         | 1988 | Mexico         |      |
| 200 m             | Robson Caetano da Silva                                                                                  | 20 s 05 A         | 1988 | Mexico         |      |
| 400 m             | Roberto Hernández                                                                                        | 44 s 44 A         | 1988 | Mexico         |      |
| 800 m             | Rafith Rodriguez                                                                                         | 1 min 44 s 77     | 2014 | São Paulo      |      |
| 1 500 m           | Sergio Gallardo                                                                                          | 3 min 37 s 34     | 2004 | Huelva         |      |
| 3 000 m           | Hudson de Souza                                                                                          | 7 min 51 s 25     | 2004 | Huelva         |      |
| 5 000 m           | Ayad Lamdassem                                                                                           | 13 min 32 s 48    | 2010 | San Fernando   |      |
| 10 000 m          | Armando Quintanilla                                                                                      | 28 min 06 s 88    | 1994 | Mar del Plata  |      |
| 110 m haies       | Anier García                                                                                             | 13 s 39 A         | 1996 | Medellín       |      |
| 400 m haies       | Andres Silva                                                                                             | 48 s 65           | 2014 | São Paulo      |      |
| 3 000 m steeple   | Domingo Ramón                                                                                            | 8 min 27 s 20     | 1983 | Barcelone      |      |
| 4 × 100 m         | Brésil Vicente Lenilson de Lima Edson Luciano Ribeiro André Domingos da Silva Claudinei Quirino da Silva | 38 s 24           | 2000 | Rio de Janeiro |      |
| 4 × 400 m         | Cuba Lázaro Martínez Jorge Valentin Félix Stevens Roberto Hernández                                      | 2 min 59 s 71 A   | 1988 | Mexico         |      |
| 20 000 marche     | Daniel García                                                                                            | 1 h 21 min 20 s 0 | 1994 | Mar del Plata  |      |
| Saut en hauteur   | Javier Sotomayor                                                                                         | 2,35 m            | 1988 | Mexico         |      |
| Saut à la perche  | Germán Chiaraviglio                                                                                      | 6,05 m            | 2006 | Ponce          |      |
| Saut en longueur  | Iván Pedroso                                                                                             | 8,53 m            | 1992 | Séville        |      |
| Triple saut       | Alexis Copello                                                                                           | 17,28 m           | 2010 | San Fernando   |      |
| Lancer du poids   | Marco Fortes                                                                                             | 20,69 m           | 2010 | San Fernando   |      |
| Lancer du disque  | Luis Mariano Delis                                                                                       | 65,24 m           | 1983 | Barcelone      |      |
| Lancer du marteau | Alberto Sánchez                                                                                          | 76,18 m           | 1998 | Lisbonne       |      |
| Lancer du javelot | Guillermo Martínez                                                                                       | 81,64 m           | 2010 | San Fernando   |      |
| Décathlon         | David Gómez                                                                                              | 7 940 pts         | 2004 | Huelva         |      |

#### Femmes
| Discipline        | Athlète(s)                                                                 | Performance    | Date | Lieu         | Réf. |
| ----------------- | -------------------------------------------------------------------------- | -------------- | ---- | ------------ | ---- |
| 100 m             | Ana Claudia Lemos                                                          | 11 s 13        | 2014 | São Paulo    |      |
| 200 m             | Roxana Díaz                                                                | 22 s 80 A      | 2002 | Guatemala    |      |
| 400 m             | Ana Fidelia Quirot                                                         | 50 s 54 A      | 1988 | Mexico       |      |
| 800 m             | Ana Fidelia Quirot                                                         | 2 min 0 s 23   | 1986 | La Havane    |      |
| 1 500 m           | Nuria Fernández                                                            | 4 min 5 s 71   | 2010 | San Fernando |      |
| 3 000 m           | Jéssica Augusto                                                            | 8 min 46 s 59  | 2010 | San Fernando |      |
| 5 000 m           | Fernanda Ribeiro                                                           | 15 min 27 s 53 | 2004 | Huelva       |      |
| 10 000 m          | Luisa Lárraga                                                              | 32 min 49 s 80 | 1998 | Lisbonne     |      |
| 100 m haies       | Anay Tejeda                                                                | 12 s 84        | 2010 | San Fernando |      |
| 400 m haies       | Daimí Pernía                                                               | 54 s 84        | 2004 | Huelva       |      |
| 3 000 m steeple   | Rosa Morató                                                                | 9 min 40 s 26  | 2010 | San Fernando |      |
| 4 × 100 m         | Brésil Vanusa Santos Ana Claudia Silva Franciela Krasucki Rosangela Santos | 42 s 92        | 2014 | São Paulo    |      |
| 4 × 400 m         | Brésil Joelma Sousa Jaílma de Lima Geisa Coutinho Lucimar Teodoro          | 3 min 28 s 56  | 2012 | Barquisimeto |      |
| 10 000 marche     | Julia Takacs                                                               | 43 min 10 s 95 | 2014 | São Paulo    |      |
| Saut en hauteur   | Ioamnet Quintero                                                           | 1,98 m         | 1992 | Séville      |      |
| Saut à la perche  | Fabiana Murer                                                              | 4,85 m         | 2010 | San Fernando |      |
| Saut en longueur  | Maurren Maggi                                                              | 6,97 m A       | 2002 | Guatemala    |      |
| Triple saut       | Yargelis Savigne                                                           | 14,62 m        | 2010 | San Fernando |      |
| Lancer du poids   | Yumileidi Cumbá                                                            | 19,97 m        | 2004 | Huelva       |      |
| Lancer du disque  | Hilda Ramos                                                                | 67,46 m        | 1992 | Séville      |      |
| Lancer du marteau | Rosa Rodríguez                                                             | 71,76 m        | 2012 | Barquisimeto |      |
| Lancer du javelot | Osleidys Menéndez                                                          | 66,99 m        | 2004 | Huelva       |      |
| Heptathlon        | Lucimara da Silva                                                          | 6 160 pts      | 2012 | Barquisimeto |      |